# Goniohelia fossula
Goniohelia fossula är en fjärilsart som beskrevs av Paul Dognin 1912. Goniohelia fossula ingår i släktet Goniohelia och familjen nattflyn. Inga underarter finns listade i Catalogue of Life.